# Cascades Great (Housatonic)
Les cascades Great (de l'anglès, «grans cascades») són unes cascades formades al llarg del riu Housatonic a Falls Village (a la ciutat de Canaan), enmig de la regió de Litchfield Hills, Connecticut. Les cascades Great són les cascades de major volum d'aigua a l'estat, tot i que un gran volum d'aigua potencial es desvia immediatament al llarg de la major part de l'any per a la generació d'energia hidroelèctrica.